# Torna Hällestad
Torna Hällestad è un'area urbana della Svezia situata nel comune di Lund, contea di Scania.
La popolazione rilevata nel censimento 2010 era di 584 abitanti .